# 양순 흡착음
양순 흡착음(兩脣 吸着音, Tenuis Bilabial clicks)은 입술로 내는 흡착음이다. 한국어로는 '뽁' 소리로 표현된다. 

## 조음 방법
입술을 꽉 오므리고, 구강 내의 공기를 빨아들이며 입술을 떼면 발음할 수 있다.

## 같이 보기
- 치경 흡착음
- 치 흡착음
- 권설 흡착음